# Adé Bantu

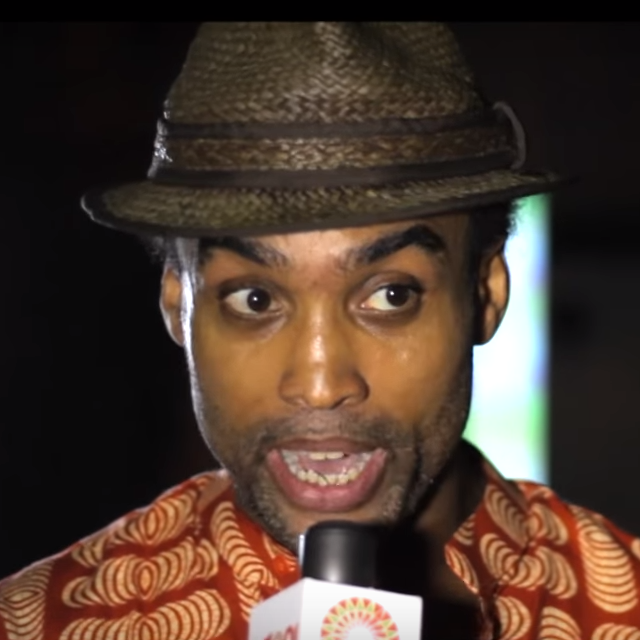
Adé Bantu 2016 im NdaniTV

Adé Bantu (* 13. Juli 1971 in Wembley, London; bürgerlich Adegoke Odukoya) ist ein deutsch-nigerianischer Musiker, Musikproduzent und Aktivist. 2001 wurde Bantu mit seinem Projekt Brothers Keepers und der Single Adriano (Letzte Warnung) bekannt. Auf seine Initiative hin kamen afrodeutsche Hip-Hop- und Soul-Künstler für ein Statement gegen Rassismus in Deutschland zusammen. Nach der Veröffentlichung seines Debütalbums Bantu (2004), auf dem unter anderem die senegalesischen Hip-Hop-Veteranen P.B.S. zu hören sind, erschien 2005 das Album Fuji Satisfaction, für das er den Kora Award 2005 erhielt.

## Biografie
Adé Bantu wurde als Sohn einer deutschen Mutter und eines nigerianischen Vaters im Londoner Stadtteil Wembley geboren. 1973 zog er mit seinen Eltern nach Nigeria. Nach dem Tod seines Vaters im Jahre 1986 kam Bantu mit seiner Mutter und seinen drei Geschwistern nach Deutschland.
Bantu engagiert sich seit vielen Jahren gegen Rechtsextremismus und Rassismus in Deutschland. Hierfür gründete er zusammen mit anderen Musikern den Verein Brothers Keepers, um verstärkt auf die noch immer gefährliche Situation für Deutsche mit Migrationshintergrund aufmerksam zu machen. Für ihn ist der Rassismus in Deutschland noch immer allgegenwärtig und mit seinem Engagement möchte er vor allem kleine Vereine unterstützen, die sich vor Ort engagieren.

## Filmdokumentation
Anfang Februar 2007 lief die Dokumentation Yes I Am in einigen deutschen Kinos an, in der Adé Bantu neben D-Flame und Mamadee porträtiert wird. Der Film zeigt den Weg der in Deutschland geborenen afrodeutschen Künstler und die Umstände, mit denen sie aufgrund ihrer Hautfarbe konfrontiert sind und waren.

## Auszeichnungen
- 2005: Kora All African Music Awards in den Kategorien Beste Gruppe und Beste Gruppe Westafrika[6]

## Diskografie
- 2002: Bantu
- 2004: Soundclash in Lagos
- 2005: Fuji Satisfaction